# Constanza Araya
Constanza Andrea Araya Pellegrin (Santiago, 20 de febrero de 1989) es una actriz chilena de teatro, cine y televisión. Es conocida por sus personajes en las telenovelas de Mega Eres mi tesoro, Te doy la vida, Perdona nuestros pecados y Yo soy Lorenzo.

## Carrera televisiva
Constanza Araya debutó en la televisión chilena durante 2014, en la telenovela Pituca sin lucas de Mega, haciendo un bolo como una de las amigas de Margarita (María de los Ángeles García). 
Su primer papel estable fue en 2015 en la telenovela Eres mi tesoro en la que interpretó a Marion Lizama. Durante el 2016 participó en la telenovela Te doy la vida, en la piel de Yoana Rodríguez. Al año siguiente, fue convocada para actuar en la teleserie nocturna Perdona nuestros pecados, donde interpretó a Antonieta Fuentes Corcuera, hija de una empleada doméstica del pueblo. 
Durante 2019 participa en Yo soy Lorenzo.

## Filmografía

### Cine
| Película | Película | Película        | Película | Película |
| Año      | Título   | Papel           | Género   |          |
| -------- | -------- | --------------- | -------- | -------- |
| 2014     | Redentor | Esposa de Pardo | Acción   |          |
| 2017     | Gun Shy  | Sexy Cocker     | Comedia  |          |

### Telenovelas
| Teleserie | Teleserie                | Teleserie          | Teleserie | Teleserie |
| Año       | Título                   | Papel              | Canal     |           |
| --------- | ------------------------ | ------------------ | --------- | --------- |
| 2014      | Pituca sin lucas         | Amiga de Margarita | Mega      |           |
| 2015-2016 | Eres mi tesoro           | Marión Lizama      | Mega      |           |
| 2016      | Te doy la vida           | Yoana Rodríguez    | Mega      |           |
| 2017–2018 | Perdona nuestros pecados | Antonieta Fuentes  | Mega      |           |
| 2019-2020 | Yo soy Lorenzo           | Gloria Arancibia   | Mega      |           |
| 2021-2022 | Verdades ocultas         | Natalia Moran      | Mega      |           |
| 2024      | Al sur del corazón       | Judith Fuenzalida  | Mega      |           |
| 2025      | Aguas de oro             | Carola Soto        | Mega      |           |

### Series y unitarios
| Serie | Serie                     | Serie              | Serie       | Serie |
| Año   | Título                    | Papel              | Canal       |       |
| ----- | ------------------------- | ------------------ | ----------- | ----- |
| 2012  | Amar y morir en Chile     | Fabiola            | Chilevisión |       |
| 2014  | Los archivos del cardenal | Mariela            | TVN         |       |
| 2014  | Sudamerican Rockers       | Clara              | Chilevisión |       |
| 2015  | Sitiados                  | Beatriz Clara Coya | TVN         |       |